# Liste des maires de Bischwiller
La liste des maires de Bischwiller présente la liste des maires de la commune française de Bischwiller, située dans la circonscription départementale du Bas-Rhin, la collectivité européenne d'Alsace et la région Grand Est.

## L'Hôtel de ville

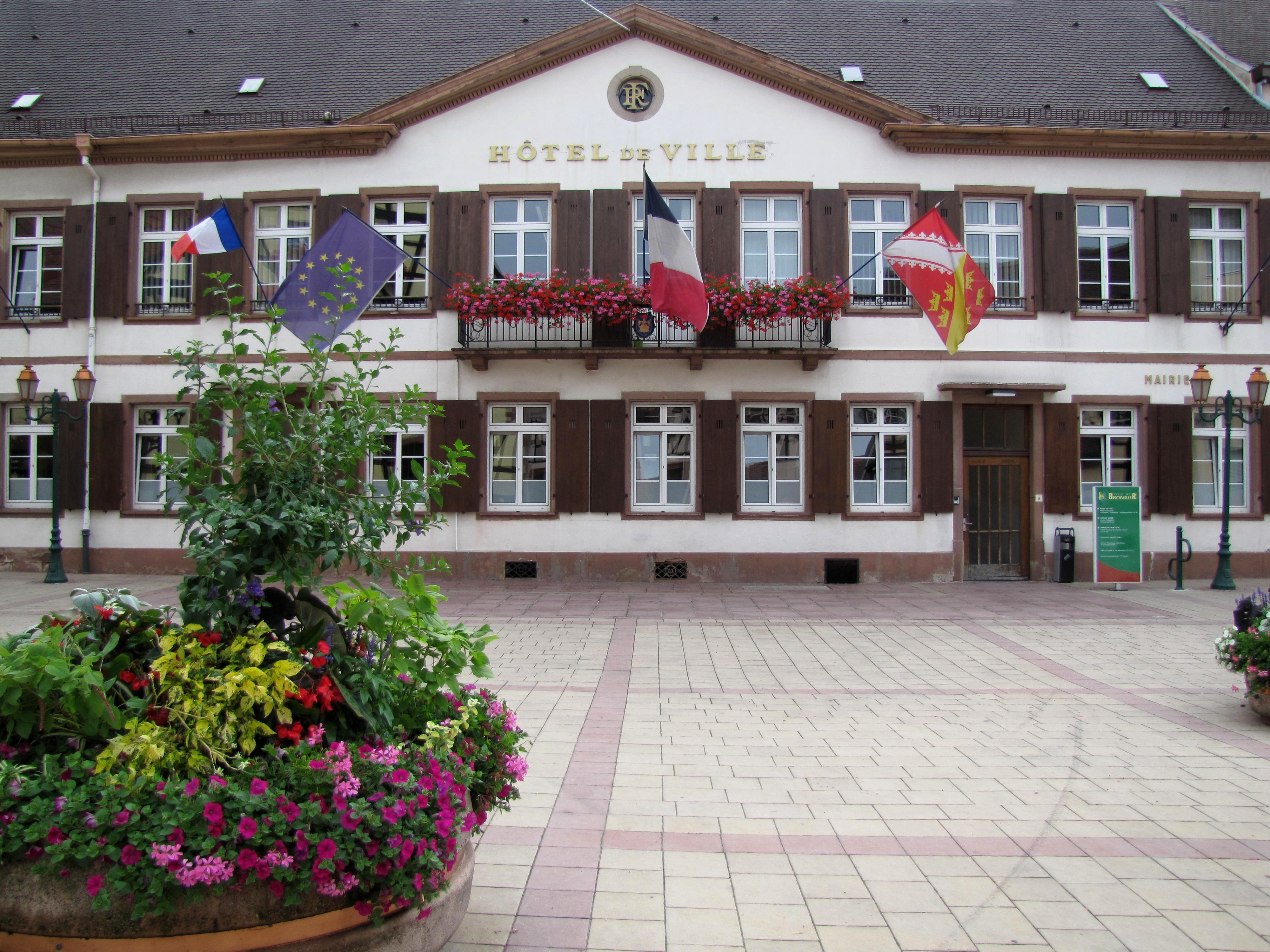
L'hôtel de ville en 2015.

## Liste des maires

### Sous l'Ancien Régime
| Période                                  | Période | Identité          | Étiquette | Qualité |
| ---------------------------------------- | ------- | ----------------- | --------- | ------- |
| Les données manquantes sont à compléter. |         |                   |           |         |
| ca. 1350                                 |         | Rüli              |           |         |
| 1370                                     | 1409    | Johannes Erbe     |           |         |
| 1409                                     | 1441    | Jekels Klaus      |           |         |
| 1441                                     | 1458    | Otto Schaedel     |           |         |
| 1458                                     | 1489    | Heintze           |           |         |
| 1489                                     | 1512    | Otto Kürin        |           |         |
| 1512                                     | 1514    | Mattern           |           |         |
| 1514                                     | 1520    | Michael Jesel     |           |         |
| 1520                                     | 1535    | Hensel Bunstetten |           |         |
| 1535                                     | 1565    | Theobald Diemar   |           |         |
| 1565                                     | 1585    | Vix Diemar        |           |         |
| 1585                                     | 1604    | Christophe Mohme  |           |         |
| 1604                                     | 1618    | Wendel Jesel      |           |         |
| 1618                                     | 1620    | Jean Heusch       |           |         |
| 1620                                     | 1637    | Jean Bangert      |           |         |
| 1637                                     | 1638    | Veltin Schedell   |           |         |
| 1638                                     | 1673    | Abraham Heusch    |           |         |
| 1673                                     | 1682    | Jean Follet       |           |         |
| 1682                                     | 1743    | Isaac Heusch      |           |         |
| 1743                                     | 1790    | Jean Heusch       |           |         |

### Entre 1790 et 1945
| Période        | Période       | Identité                            | Étiquette   | Qualité                                                   |
| -------------- | ------------- | ----------------------------------- | ----------- | --------------------------------------------------------- |
| 1790           | 1790          | Isaac Bertrand                      |             | Commandant de la Garde nationale                          |
| 1790           | 1792          | Jean-Georges Jung                   |             |                                                           |
| 1792           | 1798          | Georges Kern                        |             |                                                           |
| 1798           | 1802          | Jacques Bourguignon (1749-1828)     |             | Chanvrier                                                 |
| août 1802      | mai 1815      | Chrétien Bertrand (1762-1831)       |             | Négociant                                                 |
| 1815           | 1815          | Chrétien Dudrap                     |             |                                                           |
| 1815           | 1815          | Charles Goulden (1770-1844)         |             | Négociant                                                 |
| septembre 1815 | octobre 1815  | Chrétien Bertrand (1762-1831)       |             | Négociant                                                 |
| 1815           | 1826          | Jean-Pierre Seithler                |             | Pharmacien                                                |
| 1826           | 1835          | Charles Goulden (1770-1844)         |             | Négociant Conseiller général de Bischwiller (1833 → 1839) |
| 1835           | 1840          | Gustave Cunier (1795-1840)          |             | Notaire Conseiller général de Bischwiller (1839 → 1840)   |
| septembre 1840 | février 1848  | Samuel-Guillaume Luroth (1804-1872) |             | Médecin généraliste Démissionnaire                        |
| juillet 1848   | décembre 1851 | Jacques Voelckel (1807-1855)        | Républicain | Fabricant de draps Démissionnaire                         |
| décembre 1851  | novembre 1852 | Philippe Groll (1790-1869)          |             | Agriculteur et chanvrier, ancien adjoint au maire         |
| novembre 1852  | janvier 1872  | Samuel-Guillaume Luroth (1804-1872) |             | Médecin généraliste                                       |
| janvier 1872   | 1878          | Frédéric Hickel                     |             |                                                           |
| 1878           | 1891          | Guillaume Heusch-Dudrap             |             | Rentier                                                   |
| 1891           | 1918          | Jules Goering                       |             |                                                           |
| 1891           | 1918          | Hermann Hintz                       |             | Bürgermeister                                             |
| novembre 1918  | 1925          | Paul Lix (1873-1938)                |             | Industriel Démissionnaire pour raisons de santé           |
| 1925           | mai 1935      | Henri Franck                        |             |                                                           |
| mai 1935       | avril 1940    | Louis Loeffler                      | PCF         | Mécanicien Démis de ses fonctions                         |
| mai 1940       | juin 1940     | Alfred Rinckenberger (1874-1953)    |             | Chimiste Destitué                                         |
| juin 1940      | 1944          | Karl Doll                           |             |                                                           |
| 1940           | 1944          | Hans Liewer                         |             |                                                           |
| novembre 1944  | janvier 1945  | Alfred Rinckenberger (1874-1953)    |             | Chimiste                                                  |

### Depuis 1945
Depuis l'après-guerre, sept maires se sont succédé à la tête de la commune.
| Période           | Période                   | Identité           | Étiquette             | Qualité                                                                                             |
| ----------------- | ------------------------- | ------------------ | --------------------- | --------------------------------------------------------------------------------------------------- |
| 1945              | 1945                      | Pierre Klein       |                       | |
| mai 1945          | mars 1959                 | Louis Loeffler     | PCF                   | Mécanicien                                                                                          |
| mars 1959         | mars 1989                 | Paul Kauss         | UNR puis UDR puis RPR | Expert-comptable Sénateur du Bas-Rhin (1977 → 1991) Conseiller général de Bischwiller (1964 → 1991) |
| mars 1989         | 16 septembre 2006 (décès) | Jean-Luc Hirtler   | RPR puis DVD          | Cadre bancaire Président de la CC de Bischwiller et environs (? → 2006)                             |
| 30 septembre 2006 | 3 mars 2007 (décès)       | Robert Lieb        | UMP                   | Représentant commercial retraité                                                                    |
| 19 mars 2007      | 5 avril 2014              | Nicole Thomas      | UMP                   | Enseignante Conseillère régionale d'Alsace (2010 → 2015)                                            |
| 5 avril 2014      | En cours (au 31 mai 2020) | Jean-Lucien Netzer | MoDem                 | Professeur agrégé Réélu pour le mandat 2020-2026                                                    |

## Conseil municipal actuel
Les 33 sièges composant le conseil municipal de Bischwiller ont été pourvus le 15 mars 2020 lors du premier tour de scrutin. Actuellement, il est réparti comme suit : 

## Résultats des élections municipales

### Élection municipale de 2020
|                                           | Jean-Lucien Netzer       | DVC                      | 1 971 | 84,23  | 31 | 8 |  |  |
| Unis pour Bischwiller                     |                          |                          | 1 971 | 84,23  | 31 | 8 |  |  |
|                                           | Michèle Grunder-Rubert   | ECO                      | 369   | 15,76  | 2  | 0 |  |  |
| Transition et solidarité pour Bischwiller |                          |                          | 369   | 15,76  | 2  | 0 |  |  |
|                                           |                          |                          |       |        |    |   |  |  |
| Exprimés                                  | Exprimés                 | Exprimés                 | 2 340 | 96,42  |    |   |  |  |
| Votes blancs                              | Votes blancs             | Votes blancs             | 37    | 1,52   |    |   |  |  |
| Votes nuls                                | Votes nuls               | Votes nuls               | 50    | 2,06   |    |   |  |  |
| Total                                     | Total                    | Total                    | 2 427 | 100,00 | 33 | 8 |  |  |
| Abstentions                               | Abstentions              | Abstentions              | 4 431 | 64,61  |    |   |  |  |
| Inscrits / participation                  | Inscrits / participation | Inscrits / participation | 6 858 | 35,39  |    |   |  |  |
| * Liste du maire sortant                  |                          |                          |       |        |    |   |  |  |

### Élection municipale de 2014
| Tête de liste                | Tête de liste               | Liste          | Premier tour | Premier tour | Second tour | Second tour | Sièges | Sièges |
| Tête de liste                | Tête de liste               | Liste          | Voix         | %            | Voix        | %           | CM     | CC     |
| ---------------------------- | --------------------------- | -------------- | ------------ | ------------ | ----------- | ----------- | ------ | ------ |
|                              | Jean-Lucien Netzer          | DVD            | 1 957        | 47,88        | 2 538       | 58,69       | 26     | 12     |
| Unis pour Bischwiller        |                             |                | 1 957        | 47,88        | 2 538       | 58,69       | 26     | 12     |
|                              | Nicole Thomas née Schuler * | DVD            | 1 870        | 45,75        | 1 786       | 41,30       | 7      | 3      |
| Bischwiller réussit !        |                             |                | 1 870        | 45,75        | 1 786       | 41,30       | 7      | 3      |
|                              | Halil Ceylan                | SE             | 260          | 6,36         |             |             |        |        |
| Nouvel élan à Bischwiller    |                             |                | 260          | 6,36         |             |             |        |        |
|                              |                             |                |              |              |             |             |        |        |
| Inscrits                     | Inscrits                    | Inscrits       | 6 840        | 100,00       | 6 840       | 100,00      |        |        |
| Abstentions                  | Abstentions                 | Abstentions    | 2 612        | 38,19        | 2 416       | 35,32       |        |        |
| Votants                      | Votants                     | Votants        | 4 228        | 61,81        | 4 424       | 64,68       |        |        |
| Blancs et nuls               | Blancs et nuls              | Blancs et nuls | 141          | 3,33         | 100         | 2,26        |        |        |
| Exprimés                     | Exprimés                    | Exprimés       | 4 087        | 96,67        | 4 324       | 97,74       |        |        |
| * Liste de la maire sortante |                             |                |              |              |             |             |        |        |

### Élection municipale de 2008
|                                                      | Nicole Thomas *    | UMP (Maj.)     | 1 868 | 50,38  | 25 |  |  |  |
| Bischwiller réussit                                  |                    |                | 1 868 | 50,38  | 25 |  |  |  |
|                                                      | Jean-Lucien Netzer | DVD            | 1 096 | 29,56  | 5  |  |  |  |
| Bischwiller unie pour le respect et la considération |                    |                | 1 096 | 29,56  | 5  |  |  |  |
|                                                      | Raymond Gress      | DVD            | 744   | 20,06  | 3  |  |  |  |
| Tous ensemble pour Bischwiller                       |                    |                | 744   | 20,06  | 3  |  |  |  |
|                                                      |                    |                |       |        |    |  |  |  |
| Inscrits                                             | Inscrits           | Inscrits       | 6 582 | 100,00 |    |  |  |  |
| Abstentions                                          | Abstentions        | Abstentions    | 2 636 | 40,05  |    |  |  |  |
| Votants                                              | Votants            | Votants        | 3 946 | 59,95  |    |  |  |  |
| Blancs ou nuls                                       | Blancs ou nuls     | Blancs ou nuls | 238   | 6,03   |    |  |  |  |
| Exprimés                                             | Exprimés           | Exprimés       | 3 708 | 93,97  |    |  |  |  |
| * Liste de la maire sortante                         |                    |                |       |        |    |  |  |  |

### Élection municipale de 2001
|                          | Jean-Luc Hirtler * | DVD            | 1 873 | 55,18  | 26 |  |  |  |
| Entente communale        |                    |                | 1 873 | 55,18  | 26 |  |  |  |
|                          | Alphonse Muller    | DVD            | 1 140 | 33,58  | 5  |  |  |  |
| Bischwiller avenir       |                    |                | 1 140 | 33,58  | 5  |  |  |  |
|                          | Alain Voelckel     | MNR            | 381   | 11,22  | 2  |  |  |  |
| Bischwiller d'abord      |                    |                | 381   | 11,22  | 2  |  |  |  |
|                          |                    |                |       |        |    |  |  |  |
| Inscrits                 | Inscrits           | Inscrits       | 5 624 | 100,00 |    |  |  |  |
| Abstentions              | Abstentions        | Abstentions    | 1 969 | 35,02  |    |  |  |  |
| Votants                  | Votants            | Votants        | 3 655 | 64,98  |    |  |  |  |
| Blancs ou nuls           | Blancs ou nuls     | Blancs ou nuls | 261   | 7,14   |    |  |  |  |
| Exprimés                 | Exprimés           | Exprimés       | 3 394 | 92,86  |    |  |  |  |
| * Liste du maire sortant |                    |                |       |        |    |  |  |  |